# Tokofersolan
Tokofersolan je sintetička, u vodi rastvorna verzija vitamina E. Prirodne forme vitamina E su rastvorne u masti. Tokofersolan je polietilen glikolni derivat α-tokoferola, što mu daje rastvorljivost u vodi. 
Tokofersolani se koristi kao vitamin E suplement, ili za tretiranje deficijencije vitamina E kod osoba koje ne mogu da apsorbuju masnoće usled bolesti. Evropska medicinska agencija je odobrila upotrebu tokofersolana 2009. za tretman deficijencije vitamina E usled probavne malapsorpcije kod pedijatrijskih pacijenata obolelih od kongenitalne ili nasledne hronične holestaze, od rođenja do 16 ili 18 godina. On je uprodaji pod imenom Vedrop, 50  oralni rastvor.
Tokofersolan se takođe koristi u kozmetici i farmaciji kao antioksidans.

## Spoljašnje veze
|  | Molimo Vas, obratite pažnju na važno upozorenje u vezi sa temama iz oblasti medicine (zdravlja). |